# Érase un traspaso
Érase un traspaso es el undécimo episodio de la primera temporada de la serie española Aquí no hay quien viva.

## Argumento
El videoclub se traspasa y en su lugar ponen una funeraria. Los vecinos no están contentos con tener ese negocio en la comunidad, así que intentan arruinar el negocio como sea, para ello roban un cuerpo. En un principio el cuerpo lo dejan en la portería con el desagrado de Emilio, pero finalmente termina en el cubo de basura y lo que es peor el camión de basura parece haber pasado. Los vecinos convencen a Belén que está trabajando de recepcionista en la funeraria para que diga a la viuda que incinere el cuerpo. Finalmente aparecen Juan y Emilio con el cuerpo que había sido robado accidentalmente por Armando.
Juan y Paloma quieren conocer al nuevo novio de su hija Natalia, terminan llevándose una sorpresa al descubrir que es un hombre mucho mayor que ella, pero cuando se enteran de que es millonario la cosa cambia.

## Reparto extra
- Rafael Álvarez (Nicolás Dueñas)
- Álvaro (Ángel Hidalgo)
- policía 1 (Álvaro López)
- Señora Navarro (Paloma Paso Jardiel)
- Eduardo (José Luis Patiño)
- Tanatropractora (Elena Rayos)
- Policía 2 (Julio Vélez)

- Datos: Q6174297